# Fumetsu no Anata e
Fumetsu no Anata e (japonês: 不滅のあなたへ; lit. "Para Você, o Imortal"; também conhecido como To Your Eternity e no Brasil como Uma Vida Imortal) é uma série de mangá japonesa escrita e ilustrada por Yoshitoki Ōima. Foi serializada na revista Weekly Shōnen Magazine desde novembro de 2016 até junho de 2025, com os capítulos individuais compilados pela Kodansha em 25 volumes tankōbon até agosto de 2025. No Brasil, o mangá foi licenciado pela NewPOP Editora e é publicado desde 2021. A história segue um ser imortal, Fushi, que assume múltiplas formas, incluindo a de um garoto abandonado e seu lobo, a fim de ganhar estímulos enquanto aprende o que é ser verdadeiramente humano.
Ōima, inspirada pela morte de sua própria avó, teve como objetivo escrever uma história sobre sobrevivência e Fushi, que inicialmente é uma pedra sem emoção, mas gradualmente desenvolve uma consciência e personalidade própria como resultado de sua interação com humanos, jovens e velhos. Em contraste com o trabalho anterior da autora, Koe no Katachi, a obra tem como foco o futuro dos personagens ao invés do passado deles.
Fumetsu no Anata e foi bem recebido no Japão, ganhando vários prêmios e tendo vendido um bom número de cópias. A resposta crítica à estreia da série foi positiva, com base no foco emocional no garoto abandonado e em Fushi, ao ponto de muitas vezes ganhar notas perfeitas. Apesar de alguns comentários céticos sobre os capítulos subsequentes não terem o mesmo impacto, o arco de personagem contínuo de Fushi foi elogiado, enquanto a arte de Ōima recebeu comentários positivos devido às suas expressões faciais e ambientes detalhados. Uma adaptação em anime, realizada pelo estúdio Brain's Base, foi transmitida no Japão de 12 de abril a 30 de agosto de 2021 na NHK Educational TV; uma segunda temporada está prevista para estrear em outubro de 2022.

## Enredo
O mangá segue um misterioso ser imortal chamado Fushi, enviado à Terra sem emoções nem identidade. Fushi é capaz de assumir a forma de objetos e seres vivos do seu redor, desde que estes causem nele uma forte impressão. Começando como uma orbe branca, ele assume a forma de uma rocha, depois um lobo moribundo. Como um lobo, Fushi conhece um menino que vive sozinho, cuja forma ele mais tarde assume. Fushi viaja pelo mundo ao longo de centenas de anos, assumindo a forma de vários seres e adquirindo novos poderes.
Durante a jornada de Fushi, ele é auxiliado por uma misteriosa figura de capuz preto com poderes ainda maiores do que os seus, que afirma ser seu criador. Ele é combatido por seres semelhantes a plantas chamados Knockers, que podem roubar suas formas. Depois de lutar contra os Knockers por séculos, Fushi mata quase todos eles em uma batalha climática, então passa anos espalhando seu corpo por todo o planeta para impedi-los de voltar.

## Mídia

### Mangá
Yoshitoki Ōima estreou Fumetsu no Anata e na edição #50 da revista de mangá shōnen Weekly Shōnen Magazine, da Kodansha, em 9 de novembro de 2016. O mangá foi anunciado em 23 de maio de 2016. A série se concluiu em 4 de junho de 2025. É a segunda série de Ōima na Weekly Shōnen Magazine; sua primeira obra, Koe no Katachi, foi aclamada pela crítica. O primeiro arco do mangá terminou em 4 de dezembro de 2019, enquanto o segundo arco começou em 22 de janeiro de 2020.
Em 17 de janeiro de 2017, a Kodansha USA anunciou que publicaria digitalmente os primeiros dez capítulos do mangá em várias plataformas digitais. Posteriormente, eles publicaram os novos capítulos do mangá simultaneamente com o lançamento japonês. O primeiro volume impresso na América do Norte foi lançado em 31 de outubro de 2017.

### Anime
Em 8 de janeiro de 2020, a Kodansha anunciou que o mangá receberia uma adaptação para anime exibida pela NHK Educational TV. O anime de 20 episódios foi animado pela Brain's Base e dirigido por Masahiko Murata, com composição de Shinzō Fujita e design de personagens por Koji Yabuno, além da trilha sonora de Ryo Kawasaki. Originalmente programado para estrear em outubro de 2020, a estreia do anime foi adiada para 12 de abril de 2021 devido à pandemia de COVID-19. Crunchyroll licenciou o anime para streaming fora da Ásia. Medialink também adquiriu a série para transmitir sob sua marca Ani-One. Utada Hikaru é a cantora da abertura "PINK BLOOD", enquanto Masashi Hamauzu é o autor do encerramento "Mediator".